# Kim Hwa-su
Kim Hwa-su (* 20. prosince 1976) je bývalá korejská zápasnice-judistka.

## Sportovní kariéra
V jihokorejské seniorské reprezentaci se pohybovala od roku 1996 v polostřední váze do 63 kg. Připravovala se na Soulské sportovní univerzitě Hančchetä (한체대). Do olympijského roku 2000 se rozhodla jít do nižší lehké váhy do 57 kg, ve které se však na olympijské hry v Sydney nekvalifikovala. Jižní Korea neměla v její nové váze na olympijských hrách v Sydney vůbec zastoupení. V roce 2002 obhájila bronzovou medaili na domácích Asijských hrách v Pusanu a v roce 2004 ukončila sportovní kariéru.

### Vítězství na mezinárodních turnajích
- 2002 - 1x světový pohár (Budapešť)

## Výsledky
| Turnaj            | 1998        | 1999        | 2000       | 2001       | 2002       |
| Turnaj            | 22          | 23          | 24         | 25         | 26         |
| Turnaj            | polostřední | polostřední | lehká váha | lehká váha | lehká váha |
| ----------------- | ----------- | ----------- | ---------- | ---------- | ---------- |
| Olympijské hry    |             |             | —          |            |            |
| Mistrovství světa | úč.         |             | —          |            | —          |
| Asijské hry       | 3.          |             |            |            | 3.         |
| Mistrovství Asie  |             | 3.          | 5.         | —          |            |